# 奧運村站
奧運村站（英語：Olympic Village Station）是加拿大卑詩省溫哥華的架空列車加拿大線的車站，為運輸聯線收費架構中一號收費區的其中一個車站。此站位於溫市福溪南岸甘比街和西2街的交界處，鄰近甘比橋的南端落腳點，離2010年冬季奧運會選手村數個路口，於2009年8月17日聯同加拿大線一起開幕。

## 歷史
為了有效發展福溪東南岸成新住宅區，以及為未來有可能興建的市中心有軌電車系統提供接駁，溫哥華市政府於2003年提出在甘比街夾西2街設立捷運車站，成為列治文－機場－溫哥華捷運線（即現加拿大線）的一部分。省政府和加拿大線承建商簽訂項目協議時只將第2街站（2nd Avenue Station）列作擬建車站，在車站位置預留空間待加拿大線於2009年通車後才興建。然而，溫哥華市政府於2005年提出由該級政府斥資約2700萬加元興建此站，並與加拿大線其他車站同步啓用；方案獲各方接納。此站曾一度改稱福溪南站（False Creek South Station），到2006年則改為現稱。

## 車站設計

### 樓層
| S | 地面                                                                 | 出入口                                 |
| C | 大堂                                                                 | 自動售票機、驗票閘門                   |
| T |                                                                      | 加拿大線往濱海站（耶魯鎮－弘藝中心站） |
| T | 島式月台，左側開門                                                   |                                        |
| T | 加拿大線往列治文－布里格豪斯站和溫哥華國際機場站（百老匯－市政廳站） |                                        |

## 接駁交通
下列巴士線駛經奧運村站：
| 巴士站編號 | 服務路線                                        |
| ---------- | ----------------------------------------------- |
| 1          | 50號巴士，往濱海站方向 84號巴士，往卑詩大學方向 |
| 2          | 84號巴士，往溫哥華社區學院－克拉克站方向        |
| 3          | 15號巴士，往海旁大道站方向                      |

此外，一條連接固蘭湖島和緬街－科學世界站，只於夏季周末和假期營運的路面電車線亦曾駛經此處。適逢2010年冬奧，溫哥華市政府在當年1月至3月將此電車線包裝成奧運線連接固蘭湖島和奧運村站，並從布魯塞爾交通公司借調兩部電車行駛此線，以此作為日後有可能興建的市中心電車系統的示範線。此電車線現時停駛，但市中心電車系統日後若落實興建的話，奧運村站有機會再成為兩個系統之間的轉乘站。

## 外部連結
- 维基共享资源上的相關多媒體資源：奧運村站